# Sándor Márai
Sándor Márai, född som Sándor Károly Henrik Grosschmied de Mára den 11 april 1900 i Kassa (nu Košice), dåvarande Kungariket Ungern, död 22 februari 1989 i San Diego, Kalifornien, var en ungersk författare.

## Biografi
Sándor Márai föddes i nuvarande Slovakien till en familj av sachsisk börd; moderns modersmål var ungerska. Under ungdomen reste han till Centraleuropas storstäder, och slog sig sedan ner i Krisztinaváros i utkanten av Budapest. Han var verksam som skribent, och blev i den egenskapen den förste att skriva om Franz Kafka. 1942 utkom hans mest berömda roman, Glöd. Vid kommunisternas maktövertagande efter andra världskriget begav han sig i landsflykt, hamnade först i Italien, och till sist i Kalifornien, där han 1989 begick självmord, 89 år gammal, genom att skjuta sig.
Två Sándor Márai-böcker översattes till svenska på 1940-talet, Den rätta (1943) och Gästspel i Bolzano (1944), därefter var han länge bortglömd, men han återupptäcktes under 1990-talet och nyöversattes då till många språk. År 2000 utkom romanen Glöd på svenska, vilket blev en storsäljare.

## Svenska översättningar
- Den rätta (Az igazi) (översättning Eva Bolgár Langlet, Wahlström & Widstrand, 1943)
- Gästspel i Bolzano: en Casanovaroman (Vendégjáték Bolzanoban) (översättning Valdemar Langlet, Wahlström & Widstrand, 1944)
- Glöd (A gyertyák csonkig égnek) (översättning Maria Ortman, Bonnier, 2000)
- Eszters arv (Eszter hagyatéka) (översättning Maria Ortman, Bonnier, 2002)
- Visdomsord för vardagsbruk (Füves könyv) (översättning Susanna Fahlström, Sivart, 2008)
- Dagbok 1984-1989 (Naplò 1984-1989) (översättning Ervin Rosenberg, Tranan, 2014)